# Idaea pectinata
Idaea pectinata är en fjärilsart som beskrevs av Sterneck 1933. Idaea pectinata ingår i släktet Idaea och familjen mätare. Inga underarter finns listade i Catalogue of Life.